# Conceição do Tocantins
Conceição do Tocantins est une municipalité brésilienne située dans l'État du Tocantins.